# Lipnica (Biała Podlaska)
Lipnica es un pueblo ubicado en la gmina Rokitno, distrito de Biała Podlaska, voivodato de Lublin, Polonia.

## Superficie
Cuenta con una superficie de 11,80 kilómetros cuadrados.

## Demografía
Hasta 2011 la población era de 419 habitantes, con una densidad de población de 35,51 habitantes por kilómetro cuadrado. Estaba conformada por 212 hombres (50,6%) y 207 mujeres (49,4%), según el censo de la Oficina Central de Estadística.